# Negros Oriental
Negros Oriental (cebuano: Sidlakang Negros; tagalo: Silangang Negros; inglés: East Negros) es una provincia de las Filipinas localizada en la región de Bisayas Centrales. Ocupa la mitad suroriental de la isla de Negros, correspondiendo a la provincia de Negros Occidental la parte noroccidental. También incluye la Isla Apo muy visitada por lugareños y turistas. Negros Oriental se encuentra al oeste de Cebú, separada de ella por el Estrecho Tañón y Siquijor se encuentra al sureste. El principal idioma es el cebuano y la religión predominante es la católica. Dumaguete City es la capital, sede del gobierno y localidad más poblada de la región.

## Historia
El primer colonizador español en llegar a esta zona de la isla de Negros fue Miguel López de Legazpi en 1565. Tras enviar a explorar a tierra a una expedición de sus hombres, estos fueron desviados por las fuertes corrientes del Estrecho de Tañón, que la separa de Cebú, y acabaron en la zona oriental. Tras un largo tiempo regresaron informando de su encuentro con habitantes originales muy morenos, de donde derivaría el nombre posterior y actual de la isla. La cristianización de la isla fue encargada a los religiosos Agustinos.

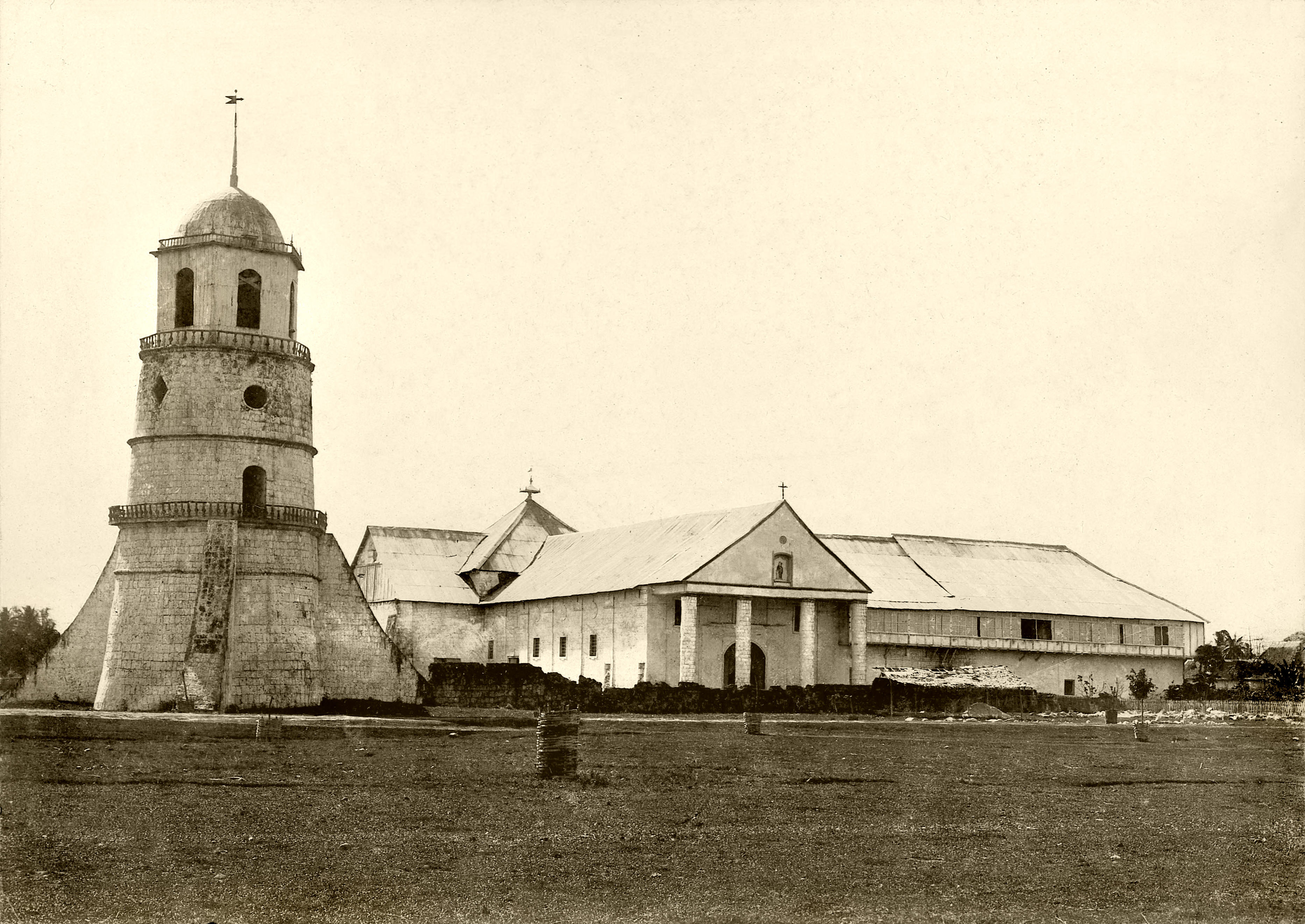
Torre Dumaguete en la época española (1891), con el campanario para avisar en caso de ataques

Inicialmente Negros estuvo bajo la juridisción de Oton, pero en 1734 obtuvo la suya propia, con capital en Ilog. En 1795 la capitalidad se trasladó a Himamaylan y en 1856 a Bacolod, su capital actual.
Debido a la cercanía con la isla de Mindanao, de población musulmana, en tiempo de los colonización y cristianización española era una zona peligrosa, con frecuentes ataques en busca de esclavos cristianos. Derivado de esto se construyeron torres de vigilancia para avisar expresamente de ellos, como la Torre Dumaguete.

## División administrativa
Negros Oriental es la tercera isla más grande de Filipinas y se cree que se desgajó de la de Mindanao tras la era glacial. Está subdividida en 25 localidades (20 municipios y cinco ciudades), que a su vez se dividen en 557 barangayes.
Dumaguete, pese a tener un área más bien pequeña, es la localidad más poblada de la región y la capital provincial y sede de su gobierno. 

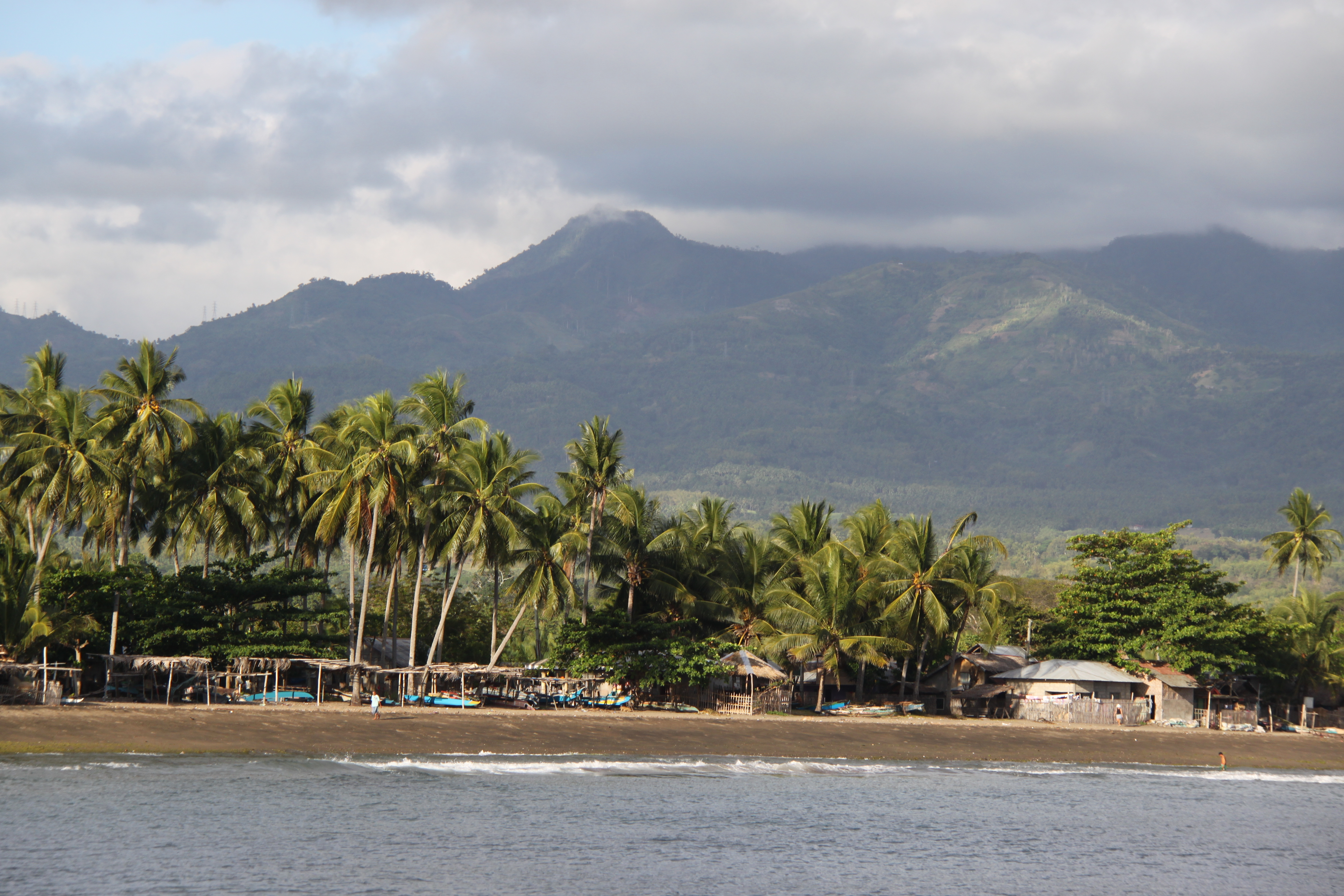
Localidad de Sibulan, en Negros Oriental

| Ciudad                       | Población | Área (km²) | Densidad (por km²) |
| ---------------------------- | --------- | ---------- | ------------------ |
| Báis                         | 68,115    | 319.64     | 213.1              |
| Bayawan (Tolón Nuevo)        | 101,391   | 699.08     | 145.0              |
| Canlaón                      | 46,548    | 170.93     | 273.3              |
| Dumaguete                    | 102,265   | 33.62      | 3041.8             |
| Tanjay (Tanhay)              | 70,169    | 276.05     | 254.2              |
| Municipio                    | Población | Área (km²) | Densidad (por km²) |
| Amlan (Amblán)               | 19,227    | 111.85     | 171.9              |
| Ayuñgon                      | 40,744    | 265.10     | 153.7              |
| Bacong (Bacón)               | 23,219    | 40.30      | 576.2              |
| Basay                        | 21,366    | 162.00     | 131.9              |
| Bindoy                       | 34,773    | 173.70     | 200.2              |
| Dauin                        | 21,077    | 114.10     | 184.7              |
| Guihulñgán (Trinidad)        | 83,448    | 388.56     | 214.8              |
| Jimalalud                    | 26,756    | 139.50     | 191.8              |
| La Libertad                  | 35,122    | 139.60     | 251.6              |
| Mabinay                      | 64,451    | 319.44     | 201.8              |
| Manjuyod                     | 37,863    | 264.60     | 143.1              |
| Pamplona                     | 32,790    | 202.20     | 162.2              |
| San José de Ayuquitán        | 15,665    | 54.46      | 287.6              |
| Santa Catalina (Tolón Viejo) | 67,197    | 523.10     | 128.5              |
| Siaton                       | 64,258    | 335.90     | 191.3              |
| Sibulan                      | 37,523    | 163.00     | 230.2              |
| Tayasan                      | 30,477    | 154.20     | 197.6              |
| Nueva Valencia               | 24,365    | 147.49     | 165.2              |
| Vallehermoso                 | 33,914    | 101.25     | 335.0              |
| Zamboanguita                 | 23,338    | 85.86      | 271.8              |